# Pyrinia flavida
Pyrinia flavida es una especie de polilla de la familia Geometridae. La especie fue descrita por primera vez por Paul Dognin habiendo sido descrita en 1918, con distribución en Guyana Francesa. El holotipo de la especie fue descrita en San Lorenzo de Maroni.